# 刺毛壳蟹
刺毛壳蟹（学名：Pilodius pugil）为扇蟹科的动物。舊屬毛壳蟹属，今屬Luniella屬。

## 分佈
分布于琉球群岛、八重山列岛、密克罗尼西亚群岛、美拉尼西亚、墨吉群岛、安达曼群岛、马达加斯加岛以及中国大陆的西沙群岛等地，生活环境为海水，主要生活于珊瑚礁丛中。

## 外部連結
- 維基物種上的相關：刺毛壳蟹